# Da Tweekaz
Da Tweekaz är en norsk hardstyle-duo som består av Kenth Kvien och Marcus Nordli. De producerar och spelar främst euphoric hardstyle men även rawstyle.
Musikduon bor för tillfället i Belgien där Dirty Workz huvudkontor befinner sig.

## Historia
Både Kvien och Nordli producerade hardstyle musik innan de formade sin duo. Runt hösten 2007 bestämde de sig för att forma duo-gruppen Da Tweekaz.
Efter år av producerande blev de kontaktade av skivbolaget DJ's United Records där de kunde släppa sin första singel "The Past / Da Bomba" den 10 juli 2008 i vinylformat.
Efter deras duo växte attraktion inom hardstyle skrev de kontrakt med hardstyle skivbolaget Dirty Workz år 2010.

## Diskografi

### 2019
- Because Of You
- Scatman

### 2018
- Respect
- Essence of Eternity (Reverze Anthem 2018)
- Partystarter
- This is Special
- Bring Me To Life
- Jägermeister
- Back And Forth
- Forever

### 2017
- DRKNSS
- D,W,X
- How Far I'll Go
- Komon
- Game of Thrones
- Heart like Mine

### 2016
- Fredom
- The Hitmen (Midnight Mafia 2016 Anthem)
- Heroes
- Good Vibes
- Hardstyle Pirates
- Full Control
  1. Tweekay16
- Lake The Light
- Tequila
- Tomorrow

### 2015
- Vodka
- Get Down

### 2014
- Music Is My Drug
- Zero Fucks Given
- Weapons Of Love
- Ran Away
  1. Tweekay14
- Your love
- Intermission
- Letting Go
- Little Red Riding Hood

Unlock The Power (Bassleader 2014 Anthem)
- Hewwego
- Celebration Of Sin (Freaqshow Anthem 2014)

### 2013
- The remixes
- Real Love
- Carnival
- Island Refuge (The Qontintent 2013 Anthem)

### 2012
- What Have We Become?

### 2011
- Nothingness
- People Against Porn

### 2010
- DNA
- Be Aware
- Hook My Mic Up
- Whatevah 2010
- Examination Of Time
- Chew Bubblegum
- Ducktool

### 2009
- Daydre4m
- Very Nice
- Bit By Bit
- Inferno (Summer Angel 2009 Anthem)

### 2008
- Angeli Domini